# Cercopithecus mona
Cercopithecus mona (Мавпа Мона) — вид приматів з роду Мавпа (Cercopithecus) родини мавпові (Cercopithecidae).

## Опис
Самці та самиці схожі зовні, але самці, як правило, більші. Самці зазвичай важать близько 5 кг, у той час як самиці зазвичай важать близько 4 кг. Довжина тіла від 32 до 53 см, хвоста від 67 до 90 см. Лице барвисте. Спинне хутро від червоно-коричневого до коричнево-агутієві. Черево і сідниці білі. Верхня половина обличчя блакитно-сіра з білою смугою на лобі. Брови темні, і морда рожева. Навколо лиця є жовте волосся, а темна смуга є між очима й до вух. Щоки сірувато-жовті, губи білі. Інші характерні особливості: довгі товсті бакенбарди та білі довгі пучки на вухах. Хвіст близький до чорного зверху, сірий знизу. Кінчик хвоста чорний. Альбінізм відомий, але рідкісний.

## Поширення
Країни проживання: Бенін; Камерун; Гана; Нігерія; Того. Введено: Гренада; Сент-Кітс і Невіс; Сан-Томе і Принсіпі. Це низовинний лісовий вид. Є скупчення населення близько до річки та в галерейному лісі, може бути знайдений в мангрових заростях.

## Стиль життя
Тварини живуть в групах в середньому 12 осіб і є тільки один дорослий самець в кожній групі. Групи з одних самців, як відомо, існують, але набагато менші за розміром. C. mona дуже соціальні й активні. Вони є денними та активними в основному рано вранці або ближче до вечора. C. mona всеїдні. Велика частина їх дієти складається з фруктів. На додаток вони їдять молоде листя і безхребетних. Особливості харчування цих тварин є те що вони зберігають їжу у защічних мішках. Ємність цих мішечків майже така велика, як і шлунок. Відомі хижаки: Panthera pardus, Profelis aurata, Lophaetus occipitalis, пітони.
Дорослі самиці зазвичай народжують раз на два роки. Період вагітності, як правило, від 5 до 6 місяців. Тільки один малюк, як правило, народжується, але близнюки, як відомо, бувають. годування молоком триває близько одного року. Статева зрілість настає у віці від 2 до 5 років. Довговічність цього виду оцінюється в максимум 30 років.

## Загрози та охорона
Цей вид зазнав масштабних втрат середовища проживання і від полювання на м'ясо. Проте він, здається, добре адаптується до вторинного середовища існування.
Цей вид занесений до Додатка II СІТЕС. Цей вид присутній в ряді охоронних територій по всьому ареалу.